# Sérézin-de-la-Tour
Sérézin-de-la-Tour ist eine französische Gemeinde mit 1.134 Einwohnern (Stand: 1. Januar 2022) im Département Isère in der Region Auvergne-Rhône-Alpes. Sie gehört zum Arrondissement La Tour-du-Pin und zum Kanton Bourgoin-Jallieu. Die Einwohner nennen sich Sérézinnois.

## Geografie
Die Gemeinde Sérézin-de-la-Tour liegt etwa 45 Kilometer ostsüdöstlich von Lyon. An der nördlichen Gemeindegrenze verläuft die Bourbre, ganz im Südwesten der Agny und im Osten der Hien. Beide sind Zuflüsse der Bourbre. Umgeben wird Sérézin-de-la-Tour von den Nachbargemeinden Ruy im Norden, Cessieu im Nordosten und Osten, Saint-Victor-de-Cessieu im Osten und Südosten, Succieu im Süden, Les Éparres im Südwesten sowie Nivolas-Vermelle im Westen. Sérézin liegt an der Bahnstrecke Paris–Marseille. In der Gemeinde zweigt die Autoroute A48 von der Autoroute A43 ab.

## Bevölkerungsentwicklung
| Jahr                       | 1962 | 1968 | 1975 | 1982 | 1990 | 1999 | 2006 | 2012 | 2021 |
| Einwohner                  | 391  | 386  | 389  | 482  | 529  | 611  | 776  | 925  | 1133 |
| Quellen: Cassini und INSEE |      |      |      |      |      |      |      |      |      |

## Sehenswürdigkeiten

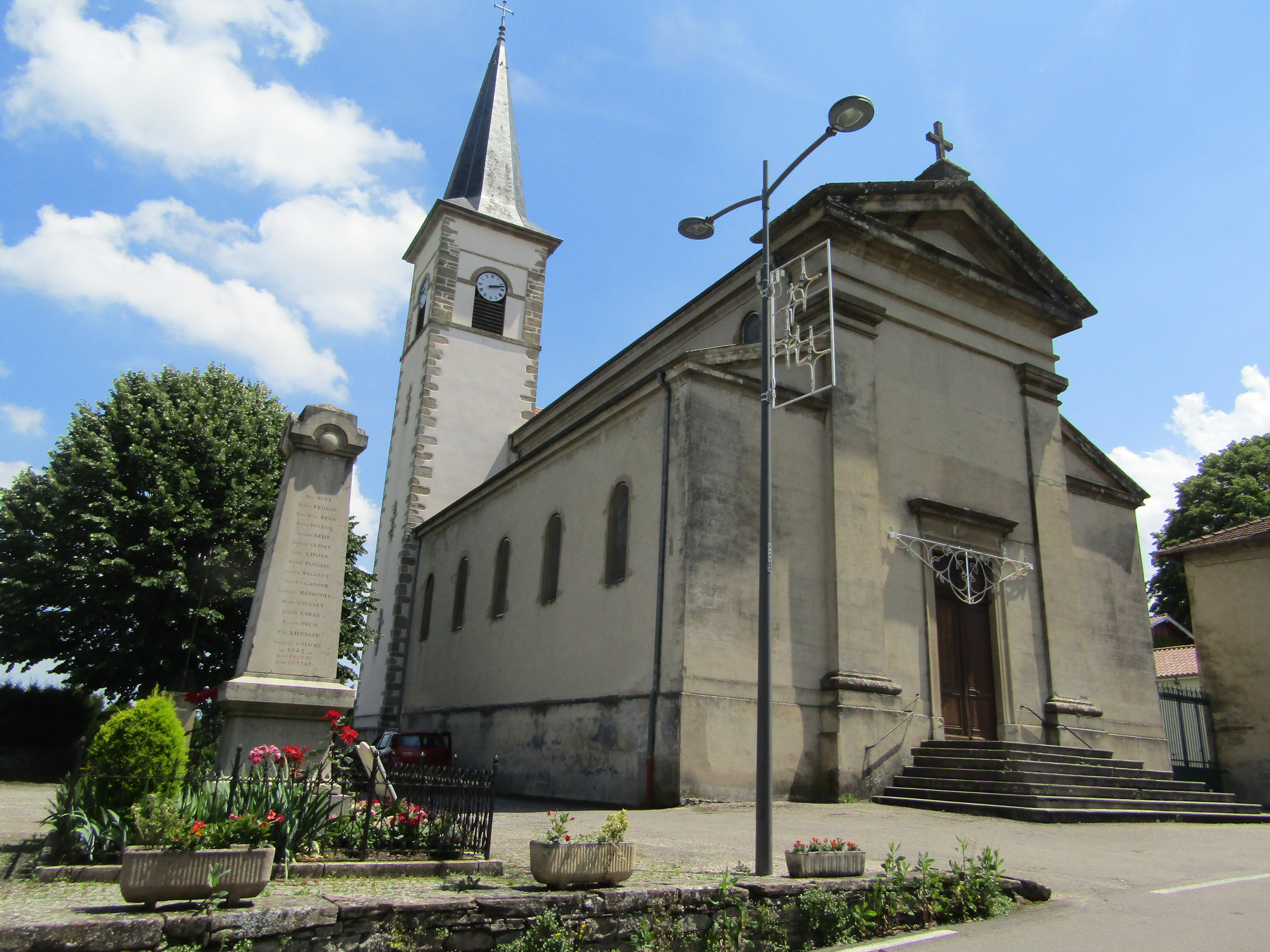
Kirche Saint-Alban
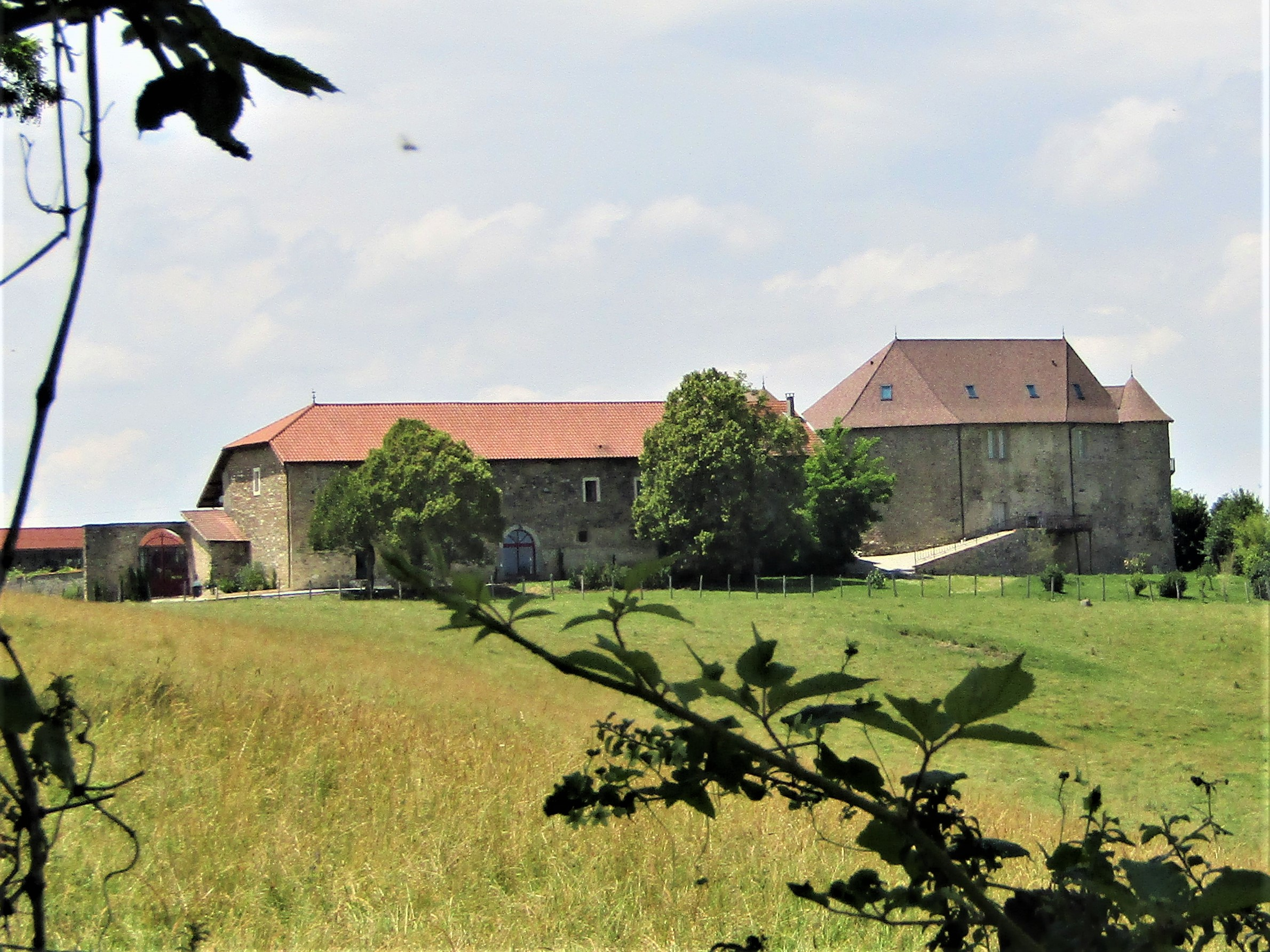
Schloss Quinsonnas
- Schloss 'Magnier
- Wehrhaus von Sérézin

- Kirche Saint-Alban
- Schloss Quinsonnas